# Paschal Donohoe
Paschal Donohoe (Dublín,  19 de septiembre de 1974) es un político conservador irlandés miembro del Fine Gael. Desde julio de 2020 preside el Eurogrupo.

## Biografía
Donohoe es graduado en Ciencias Políticas y Economía por el Trinity College. Elegido miembro de la Cámara Baja de Dublín en 2011 en las filas del conservador Fine Gael, asumió en 2013 la cartera de Asuntos Europeos. Meses después ocupó el ministerio de Transporte, Turismo y Deporte y entre 2014 y 2016 el de Gasto Público y Reforma. Desde 2017 es el actual ministro de Finanzas en el ejecutivo del conservador Enda Kenny.

## Eurogrupo
El 9 de julio de 2020, Paschal Donohoe fue elegido presidente del Eurogrupo, sucediendo así a su homólogo portugués, Mário Centeno. Se enfrentó en la terna a la española Nadia Calviño. Al salido de su elección, declaró 

En tant que président, je chercherai à jeter des ponts entre tous les membres de la zone euro et à dialoguer activement avec eux pour faire en sorte que nous adoptions une approche consensuelle concernant la relance de nos économies et de nos sociétés
P. Donohoe.